# Юнус Санкаре
Юнус Санкаре (на френски: Younousse Sankharé) е френски футболист от сенегалски произход, полузащитник, национал на Сенегал.

## Професионална кариера
Роден е в град Сарсел, Франция, в семейството на емигранти от Сенегал. Започва да тренира футбол в отбора на АС Пиерфит, като е част от отбора от 1998 до 2001, когато е привлечен в школата на гранда ФК Пари Сен Жермен.
Поливалентен футболист, играе като полузащитник, но се справя отлично и като дефанзивен халф или атакуващ полузащитник, а се справя и като ляво крило. Минава през всички възрастови групи на френския гранд и през юни 2007 подписва първи професионален договор с клуба. Включен е в групата за Емирейтс Къп през 2007, а официален дебют прави на 6 октомври 2007 при загубата с 1:3 от Рен Франция.
Печели купата на Лигата на Франция през сезон 2007/08. През следващия сезон играе само в два мача за първенство, но е използван в мачовете за УЕФА срещу Кайзерспор Турция, Шалке 04 Германия, Расинг Сантандер Испания. На 26 януари 2009 е даден под наем на Стад дьо Реймс Франция и прави дебют на 30 януари 2009 при нулевото равенство с Ен Аван дьо Гингам Франция. След като играе във всички 17 мача на тима се завръща в Пари Сен Жермен на 1 юли 2009. Сезон 2009/10 играе добре, отбелязва дебютен гол на 4 април 2010 по време на равенството с Оксер Франция и печели купа на Франция за сезон 2009/10. Забърква се в скандал на 25 януари 2010, след като е арестуван след отказ да предостави документите си. Изиграва общо 33 мача с 1 гол за отбора на френската столица. През август 2010 е даден под наем на Дижон Франция и изиграва 27 мача с тима, което му осигурява и трансфер и тригодишен договор с тима през юли 2011. Следващият сезон 2011/12 започва като втори капитан на тима и в няколко мача извежда тима с капитанската лента като записва и 4 гола. Изиграва общо 72 мача с 11 гола за Дижон Франция.
През януари 2013 е даден под наем на Валансиен Франция като изиграва 13 мача за тима, но контузии провалят трансфера му. На 18 юли 2013 подписва с Ен Аван дьо Гингам Франция и на 25 септември 2013 вкарва дебютен гол за победа с 5:1 над Сошо Франция. Печели купа на Франция за сезон 2013/14, което позволява на отбора му да участва в Лига Европа през следващия сезон. След 117 мача и 9 гола за тима на 26 юли 2016 подписва с Лил Франция като прави злощастен дебют срещу Кабала Азербайджан при загубата с 1:0 в Лига Европа. Дебютен гол отбелязва на 20 август 2016 за победата с 1:0 над бившия си тим Дижон Франция. След 23 мача и 2 гола се присъединява към Бордо Франция на 30 януари 2017. Изиграва 84 мача с 19 гола за тима на Бордо и напуска на 20 ноември 2019. На 22 юни 2020 подписва с ЦСКА.

### Национални отбори
Играе за националния отбор на Франция до 19 години на турнира за купата на Сендай през 2007, като бележи и гол срещу тима на Бразилия като изиграва общо 3 мача с 1 гол. След това изиграва и 16 мача с 3 гола за младежкия национален отбор на Франция до 21 години. Заради сенегалските си корени избира да играе за националния отбор на Сенегал през декември 2014. Дебютира на 13 октомври 2015 в приятелски мач срещу Алжир, а дебютен гол вкарва на 28 май 2016 за победата с 2:0 над Руанда. Изиграва общо 8 мача с 1 гол.

### ЦСКА-София
Подписва договор с ЦСКА-София на 22 юни 2020 година.
Прави своя дебют за ЦСКА-София на 7 август 2020 година, при равенството 1 – 1, срещу тима на ПФК ЦСКА 1948, 1-ви кръг на българската Първа лига. Първото попадение за тима от София бележи в двубоя от 2-ри кръг на Първа лига, при победата с 2 – 1 над тима на ПФК Ботев (Пловдив), на 16 август 2020 година.

### Панатинайкос
На 31 януари 2021 преминава в Панатинайкос Гърция.